# Gare de Jonchery-sur-Vesle
La gare de Jonchery-sur-Vesle est une gare ferroviaire française de la ligne de Soissons à Givet, située sur le territoire de la commune de Jonchery-sur-Vesle, dans le département de la Marne en région Grand Est. 
C'est une halte voyageurs de la Société nationale des chemins de fer français (SNCF), desservie par des trains TER Grand Est.

## Situation ferroviaire
Établie à 71 mètres d'altitude, la gare de Jonchery-sur-Vesle est située au point kilométrique (PK) 38,701 de la ligne de Soissons à Givet entre les gares de Breuil - Romain et de Muizon.
Elle dépend de la région ferroviaire de Reims. Elle dispose de deux voies principales (V1 et V2) et de deux quais d'une « longueur continue maximale » (longueur utile) de 112 m pour le quai de la voie V1 et de 117 m pour le quai de la voie V2.

## Histoire
La section de Soissons à Reims de la ligne de Soissons à Givet est mise en service le 16 avril 1862 par la Compagnie des chemins de fer des Ardennes. Cette compagnie disparaît le  1er janvier 1864, date officielle de sa fusion avec la Compagnie des chemins de fer de l'Est.
Dans les années cinquante et le début des années soixante, Jonchery-sur-Vesle était une commune très prospère et industrielle. La gare SNCF d’alors avait un trafic commercial très intense. L’entreprise Toublan exploitait les tourbières situées près de la Vesle et un ensemble de chemin de fer à voie étroite (7 km) permettait de remplir des wagons de tourbe qui étaient ensuite acheminés en France et même en Europe. L’entreprise Compas de Branscourt, spécialisée dans les engrais, affrétait chaque semaine plusieurs wagons de sac d’engrais. L’entreprise Somafon exportait par l’intermédiaire de la gare des brouettes métalliques dans la France entière. Les Caves de vins Marnot disposaient même dans la gare d’une plaque tournante de rails qui permettait d’acheminer des wagons-citernes de vins jusqu’à l’entrepôt.

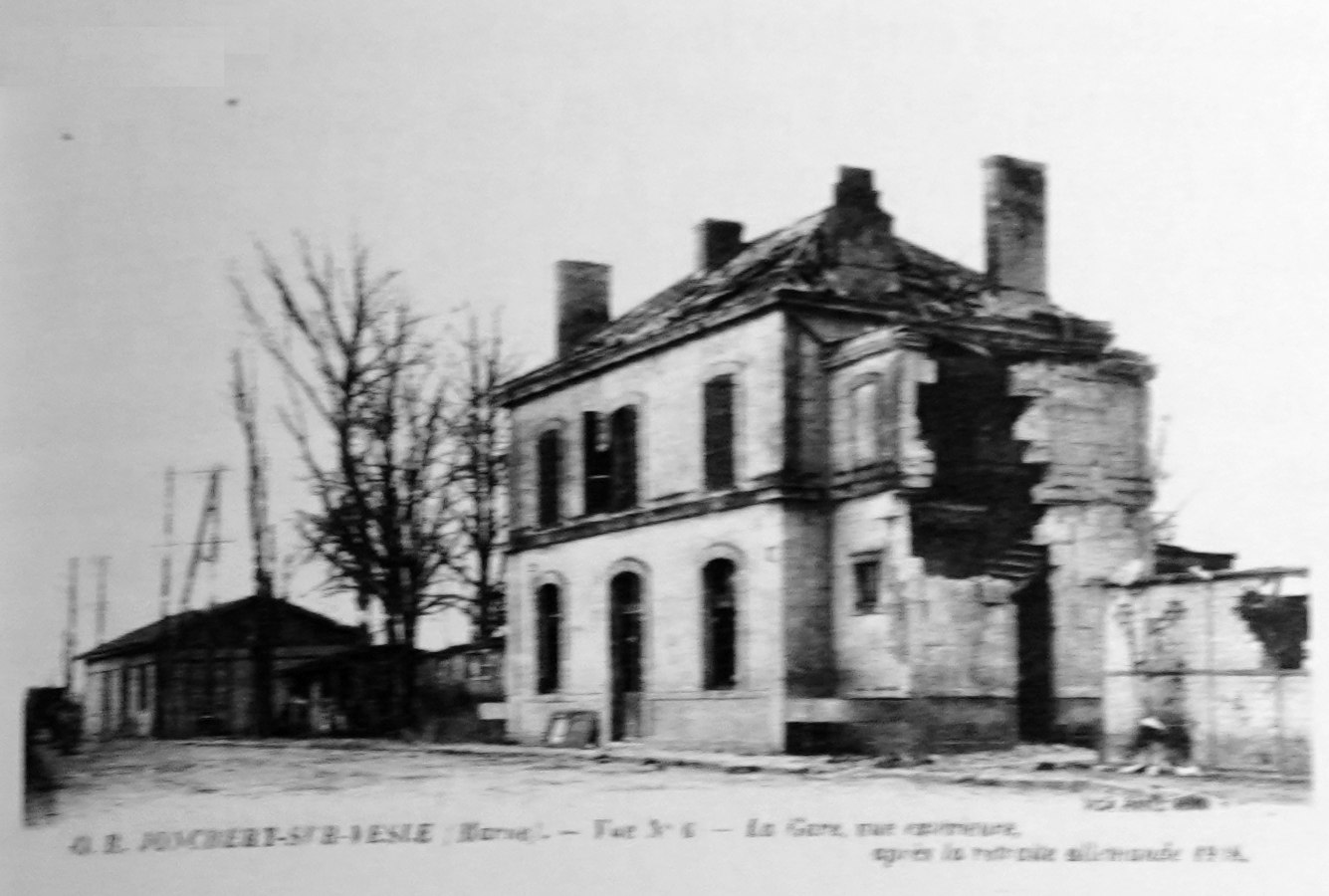
La gare endommagée lors de la Grande guerre.

De nombreux wagons chargés de paille, de céréales, de betteraves et de pommes de terre partaient chaque semaine de la gare de Jonchery-sur-Vesle. Cette impulsion industrielle dont la gare profitait était due à l’aura du maire de l’époque, Henri Charlot, notaire à Jonchery, et du chef de Gare, André Logette. Ensuite, les municipalités successives, plus préoccupées de construire des zones pavillonnaires sur des zones douteuses, comme celles implantées au Bois du Salut et de la Fontaine du Diable, ont peu à peu regardé la gare de Jonchery-sur-Vesle comme une verrue. À tel point qu'entre 2004 et 2008, la municipalité a cru bon de la raser, en accord avec la SNCF, pour cause de squatteurs.
Aujourd’hui, l’industrie de Jonchery-sur-Vesle n’est plus que l’ombre d’elle-même. Elle n’existe plus comme la gare d’ailleurs qui n’est plus que la halte d’un TER.

## Fréquentation
Selon les estimations de la SNCF, la fréquentation annuelle de la gare figure dans le tableau ci-dessous
.
| Année     | 2015    | 2016   | 2017   | 2018   | 2019   | 2020   | 2021   | 2022    | 2023    | 2024    |
| --------- | ------- | ------ | ------ | ------ | ------ | ------ | ------ | ------- | ------- | ------- |
| Voyageurs | 103 105 | 96 554 | 91 780 | 77 268 | 76 262 | 81 555 | 94 269 | 122 546 | 141 386 | 141 140 |

### Le bâtiment voyageurs
L’ancien bâtiment voyageurs date de l'ouverture de la ligne, il est notamment identique à ceux des gares de Monthermé et Deville.
Il s'agit d'un bâtiment standard de la Compagnie des Ardennes qui comporte un corps central à deux étages de trois travées sous toiture à deux versants ainsi que deux ailes symétriques. Il s'agit d'ailes à toit plat de deux étages, très courtes et plus étroites que le reste du bâtiment.
Tous les percements recourent à l'arc bombé ; la façade est recouverte d'enduit et comporte des pilastres, bandeaux et encadrements en pierre de taille.
Il a subi des dégâts importants lors de la Première Guerre mondiale et a été réparé, jusqu'à sa démolition dans les années 2000.

## Service des voyageurs

### Accueil
Halte SNCF, c'est un point d'arrêt non géré (PANG) à entrée libre. Elle est équipée d'automates pour l'achat de titres de transport

### Desserte
Jonchery-sur-Vesle est desservie par les trains du réseau TER Grand Est, qui effectuent des missions entre les gares de Fismes, et de Reims.

### Intermodalité
Un parc à vélos et un parking pour les véhicules sont aménagés.